# Assa Abloy
Assa Abloy – szwedzkie przedsiębiorstwo przemysłowe, spółka akcyjna założona w 1994, z siedzibą w Sztokholmie. Działa w zakresie zabezpieczeń drzwi, produkuje i dystrybuuje systemy inteligentnych zamków. 
Firma powstała w 1994 roku, w wyniku fuzji szwedzkiej grupy bezpieczeństwa Assa, z fińską grupą Abloy. Rozrosła się z regionalnej firmy do międzynarodowej grupy zatrudniającej ponad 47 tys. pracowników i rocznej sprzedaży o wartości ponad 7 miliardów euro. W Polsce działa od 1999 roku. Obecna jest w ponad 70 krajach, głównie dzięki przejęciom lokalnych firm.  
Grupa Assa Abloy oferuje usługi w zakresie takich dziedzin jak: kontrola dostępu, technologia identyfikacji, automatyka drzwiowa, drzwi bezpieczeństwa oraz zabezpieczenia hotelowe.
W 2013 roku Grupa Assa Abloy znalazła się na 78. miejscu w rankingu Forbes, wśród najbardziej innowacyjnych firm na świecie.